# 15-я танковая дивизия (СССР)
15-я танковая дивизия — воинское соединение Красной Армии, принимавшее участие в Великой Отечественной войне. Боевой период: 22 июня — 14 августа 1941 года.

## История
15-я танковая дивизия была сформирована в составе 8-го механизированного корпуса летом 1940 года. Она создавалась на базе 14-й тяжёлой танковой бригады, а также 512-го стрелкового и 486-го гаубичного артиллерийского полков, 443-го танкового батальона 146-й стрелковой дивизии, танкового полка, зенитно-артиллерийского дивизиона 16-й кавалерийской дивизии. Дивизия имела значительный парк лёгких танков, а также 75 средних танков Т-28, доставшихся ей от 14-й бригады. Вторые танковые батальоны полков дивизии имели на вооружении лёгкие БТ. Весной 1941 года дивизия была передана в формирующийся 16-й механизированный корпус.
К началу войны штаб дивизии и её 30 тп располагался в Станиславе, 15 мп в Надворной, а 15 гап в Калуше. 22 июня 1941 года дивизия вместе с 16-м механизированным корпусом была включена в состав 12-й армии Юго-Западного фронта. В 9 часов утра 15 тд выдвинулась из Станислава в район Топоровцев, Бояна и Коцмана. К утру 23 июня она закончила сосредоточение в назначенном районе, расположив штаб дивизии в Кучурмике.
25 июня 16 мк был передан в состав только что сформированной 18-й армии. Дивизия довольно долгое время не принимала участие в боевых действиях. 2 июля начался отвод частей 16 мк за Днестр. К утру 3 июля 15 тд, переправившись через реку в Залещиках, сосредоточилась в районе Черчи и Лянцкоруни. В ночь на 4 июля дивизия совершила ещё один переход и сосредоточилась в районе восточнее Балина и Залесцев.
4 июля 16 мк был выведен из состава ЮФ. Его намеревались к 9 июля перебросить к Мозырю. Гусеничная материальная часть корпуса должна была отправиться по железной дороге со станций Деражня и Жмеринка. Не участвовавшая ещё в боях 15 тд после выхода из мест дислокации в Станиславе до погрузки в Деражне прошла около 300 км, теряя материальную часть, выходившую из строя по техническим причинам. Она смогла сосредоточиться у ст. Деражня лишь к утру 7 июля 1941, однако из-за недостатка подвижного состава производила погрузку своих частей вплоть до 11 июля.
8 июля противник, силами одной танковой дивизии прорвался к Бердичеву и занял город. Командиру 16 мк Соколову было поручено подчинять себе все войска, находившиеся на этом направлении и ликвидировать прорыв. В ходе боёв советские части понесли большие потери. К утру 10 июля на смену им в район боев прибыл разведывательный батальон 15 тд, а также часть её артиллерии. Один из танковых полков дивизии выгрузился в Калиновке в 45 километрах от места боев. 11 июля на участке Маркуши — Хажин в бой был введён танковый полк 15 тд, усиливший измотанные части 87 тп 44-й танковой дивизии. Эти части успешно продвинулись в направлении Быстрика и вышли к юго-западным окраинам Бердичева. Дальнейшее их продвижение было остановлено. 12 июля командование отвело части 15 тд из Бердичева, так как противник овладев Райгородком стал угрожать флангу и тылу советских войск, штурмовавших город.
13 июля основные силы группы Соколова под нажимом противника отошли с рубежа Великие Нижгурцы — Иванковцы — Хажин, а 15 июля оставили линию Белополье — Глуховцы — Комсомольское. К исходу того же дня группа оставила Казатин. Создалась угроза прорыва немцев в тыл основным силам ЮЗФ. Прорывом к Казатину противник рассек группу Соколова на две части. В районе села Комсомольское в окружение попал батальон 15 тд. Ночью батальону удалось прорваться к своим.
Для сохранения боеспособности части 16 мк с приданными подразделениями начали отходить на Ружин и Зарудинцы. В районе Ружина погиб командир 30 тп полковник А. Никитин. В ходе боёв корпус понёс тяжёлые потери в материальной части. Он испытывал серьёзные перебои со снабжением горючим и боеприпасами. В 15 тд на 15 июля числилось 87 танков, 35 орудий и 162 автомашины.
К исходу 24 июля 16 мк отошёл на оборонительный рубеж Скала — Кожанка. Из остатков 240 мд, 15 и 44 тд был сформирован отряд пехоты силою до батальона.
Остатки 15 тд погибли в уманском котле в составе группы Понеделина в начале августа 1941 года. 14 августа 1941 года дивизия была расформирована. Из эвакуированного личного состава 15 тд позднее в Сталинграде была сформирована 4-я танковая бригада, в составе которой многие танкисты бывшей дивизии стали известными мастерами танкового боя (самый результативный советский танкист-ас Д. Ф. Лавриненко, В. Я. Стороженко, К. М. Самохин и другие).

## Наличие танков
На 1 мая 1941 года:
| Т-28 | БТ лин. | БТ рад. | Т-26 рад. | Т-26 хим | Всего танков | БА-10 | БА-20 | Всего БА |
| ---- | ------- | ------- | --------- | -------- | ------------ | ----- | ----- | -------- |
| 77/2 | 66*     | 81*     | 18        | 13       | 178          | 22    | 19    | 41       |

*Из 147 танков, 37 были БТ-5 и 110 БТ-7

## Боевой состав
- 29-й танковый полк
- 30-й танковый полк
- 15-й мотострелковый полк
- 15-й гаубичный артиллерийский полк
- 15-й отдельный зенитный артиллерийский дивизион
- 15-й разведывательный батальон
- 15-й понтонный батальон
- 15-й отдельный батальон связи
- 15-й ремонтно-восстановительный батальон
- 15-й медико-санитарный батальон
- 15-й автотранспортный батальон
- 15-я рота регулирования
- 15-й полевой хлебозавод
- 278-я полевая почтовая станция
- 303-я полевая касса Госбанка[4][5]

## Подчинение
| На дату      | Фронт              | Армия      | Корпус                       | Группа войск      |
| ------------ | ------------------ | ---------- | ---------------------------- | ----------------- |
| 22.06.1941   | Юго-Западный фронт | 12-я армия | 16-й механизированный корпус |                   |
| с 25.06.1941 | Южный фронт        | 18-я армия | 16-й механизированный корпус |                   |
| 10.07.1941   | Юго-Западный фронт | 6-я армия  | 16-й механизированный корпус |                   |
| 01.08.1941   | Южный фронт        | 6-я армия  | 16-й механизированный корпус | Группа Понеделина |

## Командование
Командиры
- Мишанин, Тимофей Андреевич (4.06.1940 — 19.07.1940), генерал-майор
- Фекленко, Николай Владимирович (19.07.1940 — 11.03.1941), генерал-майор
- Полозков, Василий Иудович (11.03.1941 — 14.08.1941), полковник[7]

заместители командира дивизии
- Павлов, Андрей Михайлович (15.7.1940 — 4.10.1940) полковник[8].